# 雲竜県
雲竜県（うんりゅう-けん）は中華人民共和国雲南省大理ペー族自治州に位置する県。

## 行政区画
下部に4鎮、5郷、2民族郷を管轄する。
- 鎮
  - 諾鄧鎮、功果橋鎮、漕澗鎮、白石鎮
- 郷
  - 宝豊郷、関坪郷、長新郷、検槽郷、民建郷
- 民族郷
  - 団結イ族郷、苗尾リス族郷